# (4830) Thomascooley
(4830) Thomascooley es un asteroide perteneciente al cinturón de asteroides, descubierto el 1 de septiembre de 1988 por Henri Debehogne desde el Observatorio de La Silla, Chile.

## Designación y nombre
Designado provisionalmente como 1988 RG4. Fue nombrado Thomascooley en honor al hematólogo estadounidense Thomas Benton Cooley que también ejerció de profesor de higiene y de medicina en la Universidad de Míchigan y la Universidad Estatal de Wayne.

## Características orbitales
Thomascooley está situado a una distancia media del Sol de 2,393 ua, pudiendo alejarse hasta 2,557 ua y acercarse hasta 2,229 ua. Su excentricidad es 0,068 y la inclinación orbital 6,415 grados. Emplea 1352 días en completar una órbita alrededor del Sol.

## Características físicas
La magnitud absoluta de Thomascooley es 13,2. Tiene 5,742 km de diámetro y su albedo se estima en 0,371.